# Dona Benta: Comer Bem
Dona Benta: Comer Bem é um livro gastronômico elaborado por vários editores e lançado pela Companhia Editora Nacional em 1940.

## Obra
O livro apresenta 1.500 receitas tanto da culinária brasileira como mundial, nele estão presentes receitas de pratos de entrada, pratos principais, sobremesas, quitutes e bebidas além de dicas de montagem de mesas e cardápios.
Segundo a pesquisadora Michele Chaves, vinculada à Universidade de São Paulo (USP), foi constatado em meio a depoimentos de funcionárias do Centro de Memória da IBEP Nacional, a obra foi concebida em reuniões entre os editores e suas esposas onde eram testadas e degustadas algumas receitas que posteriormente foram compiladas, originaram o Dona Benta. Portanto, apesar da elaboração de Monteiro Lobato, o livro não possuí apenas um autor.
Por diversos pesquisadores, é considerado um livro fascinante para entender o papel da mulher na sociedade brasileira e a evolução da cozinha no Brasil, seus utensílios, as receitas que foram introduzidas no país ao longo das últimas décadas e o mercado editorial gastronômico brasileiro - dado a longevidade da publicação.
No ano de 2003, o chefe de cozinha Luiz Cintra foi convidado para reformular e atualizar o livro incorporando 200 novas receitas, mais adequadas para a cozinha moderna.

## Publicações
A primeira impressão do livro ocorreu em 1940, na cidade de São Paulo, pela Editora Nacional contando com 615 páginas. Em 2003, foi atualizado e ampliado pelo chef Luis Cintra e em 2013, foi lançada a septuagésima sétima edição.
Atualmente, o livro está na sua septuagésima sétima edição e possui mais de mil páginas de receitas.